# Niederweiler (Müllheim)
Als Ortschaft im Sinne der baden-württembergischen Gemeindeordnung mit einem eigenen Ortschaftsrat sowie einem Ortsvorstand gehört Niederweiler als Teilort zur Stadt Müllheim im Markgräflerland.
Schwerpunkte sind neben der Funktion als Wohnort die Bereiche Weinbau und Tourismus. Der deutsch-französische Dichter René Schickele aus dem Elsass, teilweise als der „erste europäische Dichter“ bezeichnet, nannte die Gegend um das ehemalige Dorf auch „Pforte zur himmlischen Landschaft“.
Seit 1979 trägt der Ort das Prädikat „staatlich anerkannter Erholungsort“; 2024 konnte er 1.250 Jahre erste schriftliche Erwähnung feiern.

## Geographie
Niederweiler liegt am Westausgang des Klemmbachtals aus dem Schwarzwald in die Vorbergzone des Markgräflerlandes zwischen dem nördlich gelegenen, weinbaulich genutzten Innerberg sowie dem südlich gelegenen, waldbedeckten Ölberg; etwa zwischen dem Zufluss des Seltenbaches (am Ostende, von Badenweiler her) und dem des Rammisbaches (am Westende, von Lipburg-Sehringen [zu Badenweiler] kommend) in den Klemmbach, knapp einen Kilometer oberhalb des durch eine Grünzäsur getrennten Stadtrandes von Müllheim.
Das im Klemmbachtal oberhalb Niederweiler gelegene Dorf Oberweiler wurde im Zuge der Gemeindereform der Gemeinde Badenweiler zugeschlagen.

## Geschichte

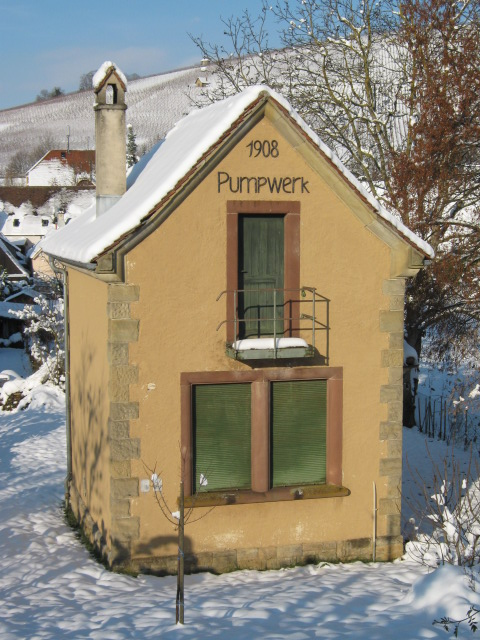
Niederweiler Pumpwerk für die örtliche Frisch- bzw. Trinkwasserversorgung, Baujahr 1908, Dezember 2010

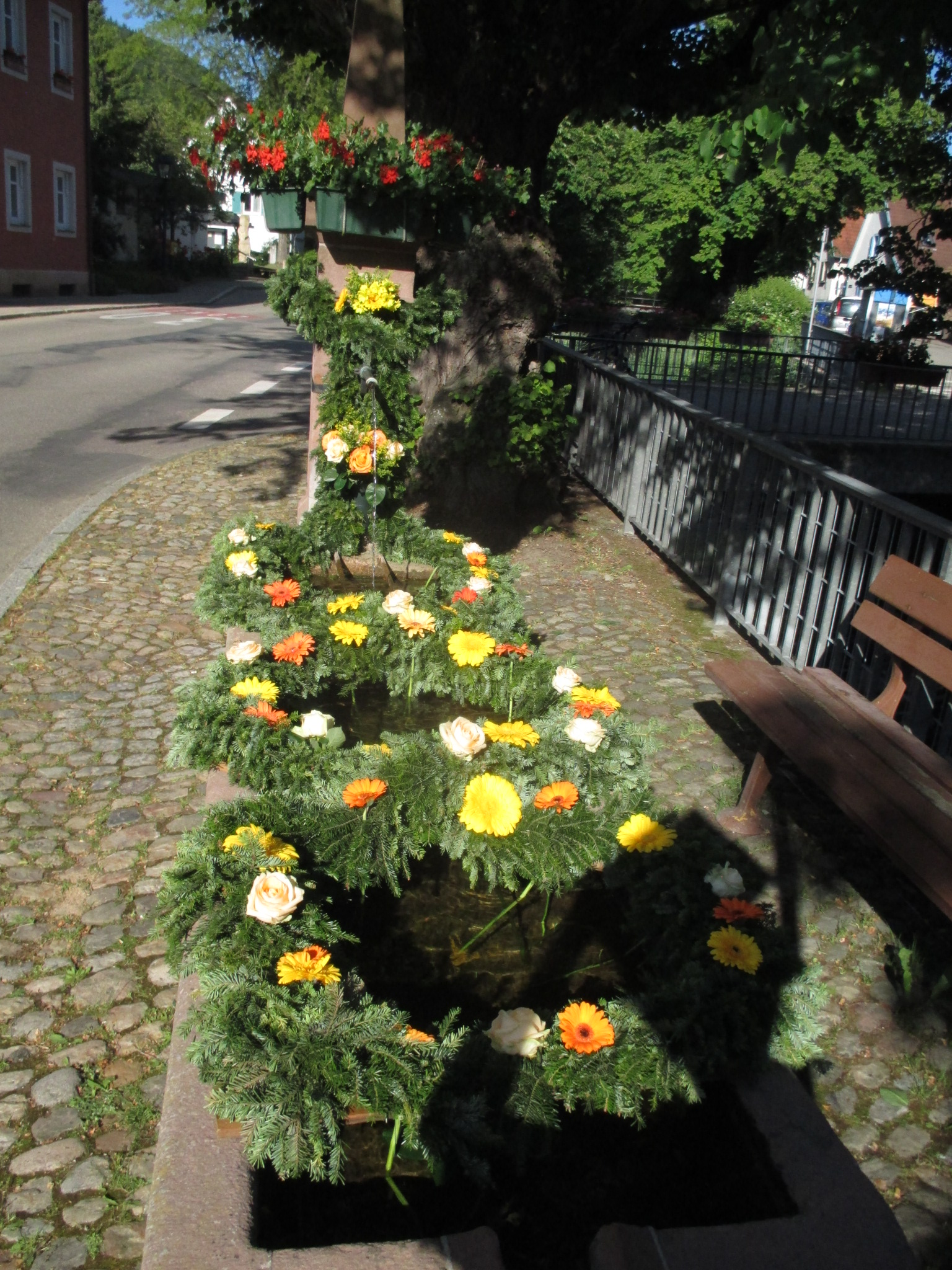
Altes Brauchtum: Quellen- bzw. Brunnenschmuck zu Pfingsten (2019): Z. B. „Unterer“ bzw. „Lindenbrunnen“, Weilertalstrasse gegenüber Rathaus Niederweiler

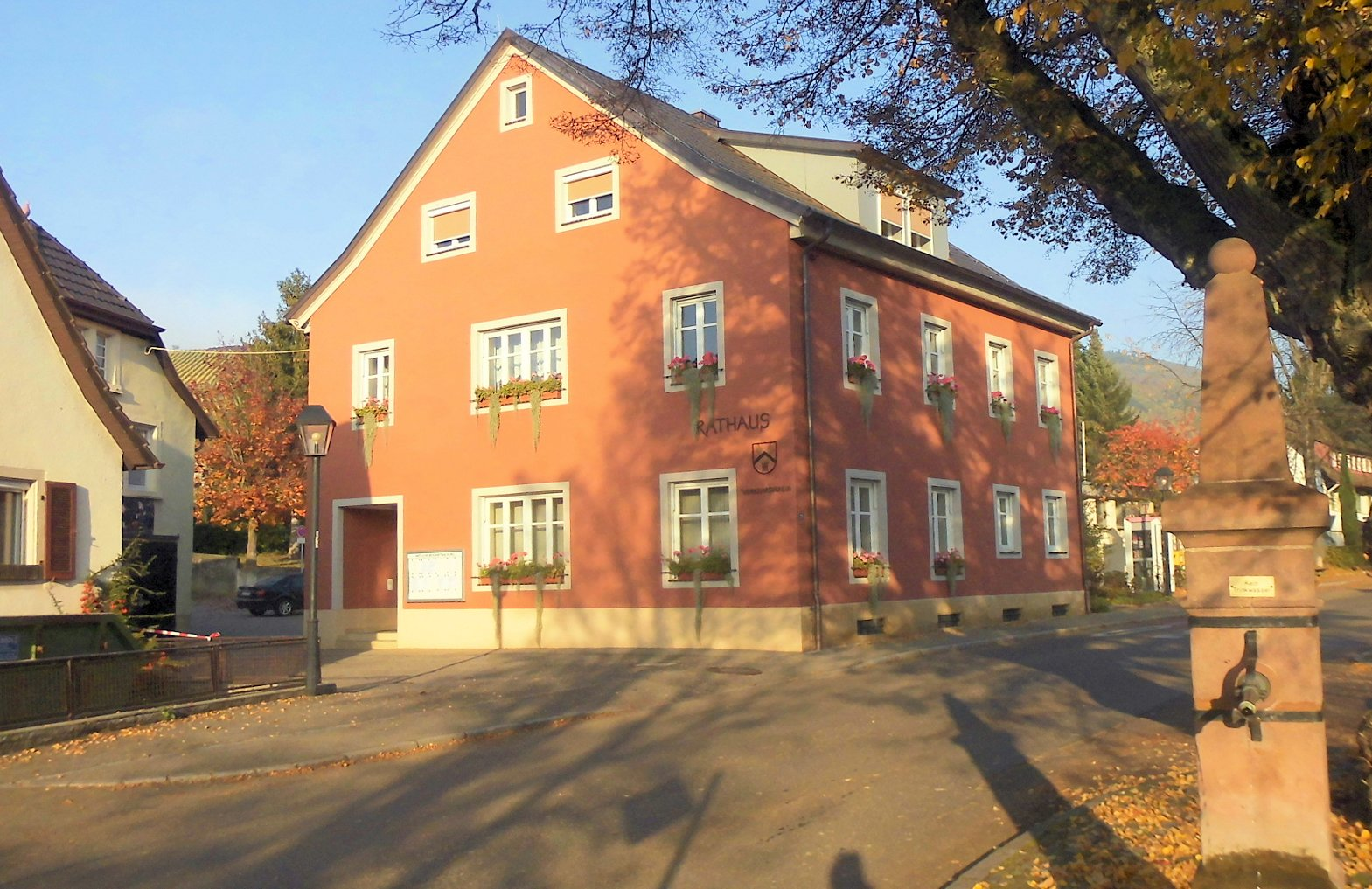
Ehemaliges „Rathaus Niederweiler“, heute Sitz der Ortsverwaltung mit dem Ortsvorstand

Als früheste Siedlungsspuren wurden 1952 im Rahmen einer Rebumlegung im Gewann Rust zwei alemannische Grablegungen zu Tage gefördert.
Schriftlich zum ersten Mal erwähnt wurde der Begriff Niederweiler im Jahr 774 im Rahmen einer Stiftungsurkunde eines Reginberts zugunsten des heiligen Märtyrers N(azarius) im Lorscher Güterverzeichnis des Klosters Lorsch, und zwar als Teil einer villaner marka (lat., dt. etwa Gemarkung Weiler) mit den Bereichen Nieder-, und Ober-, östlich von Müllheim.
Eigenständig als Ortsname taucht Niederweiler als Niderwilare erstmals in der Mitte des 12. Jahrhunderts auf: als Teil einer Schenkung in einem Zinsrodel des Klosters St. Peter im Schwarzwald.
Die Lage am Klemmbach machte im Laufe der Zeit neben der üblichen handwerklichen, land- und weinwirtschaftlichen Tätigkeiten den Betrieb mehrerer wassergetriebener Mühlen und Sägewerke möglich, darunter auch eine Gipsmühle; davon zeugen heute verschiedene Flurnamen.
Im November 1942 wurde der polnische Zwangsarbeiter Julian Garlewicz nach einer so genannten „Sonderbehandlung“ durch die Gestapo im Rahmen der Polenerlasse bzw. der Polenstrafrechtsverordnung ohne Gerichtsverhandlung zum Tode durch den Strang „verurteilt“- wie Hunderte Andere in seiner Lage unter der „Anklage“, einen intimen Kontakt zu einer deutschen Frau eingegangen zu haben. Er wurde im Alter von 27 Jahren in einem Steinbruch im Gewann Stellerain im Tal Richtung Lipburg südlich von Niederweiler erhängt. Laut Angabe des Niederweiler Bürgermeisters Bertold Meyer vom 8. Januar 1946 wurde der Leichnam des Gehenkten von der damaligen Geheimen Staatspolizei („Gestapo“) in die Anatomie der Universität in Freiburg verbracht. 1990 wurde auf dem heutigen Zentralfriedhof der Stadt im Teilort Niederweiler an der Nordostmauer des alten Dorffriedhofes oberhalb einiger Kindergräber eine entsprechende Gedenktafel angebracht.
Am 1. Mai 1972 wurde Niederweiler im Zuge der Gemeindereform Baden-Württemberg vom selbstständigen Dorf mit einem Bürgermeister zu einem Teilort mit einer Ortsverwaltung, einem Ortsvorstand und einem Ortschaftsrat.

### 2024: 1.250-Jahr-Feier

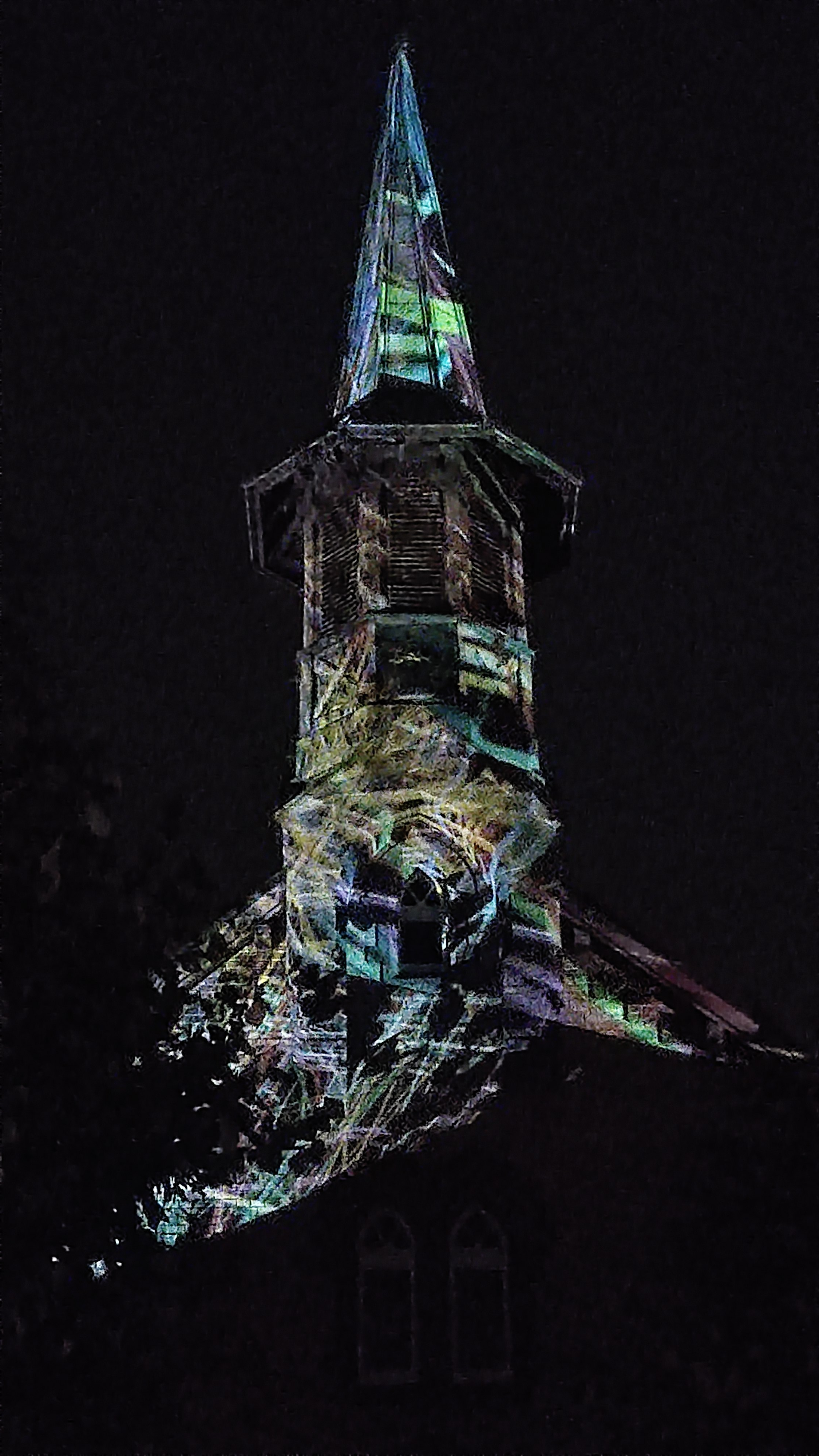
St. Martin Niederweiler mit Videoprojektion Florian Mehnerts anlässlich des Dorfjubiläums am 18. Oktober 2024

2024 konnte Niederweiler 1.250 Jahre seiner ersten belegten schriftlichen Erwähnung feiern;
zum Abschluss hatte der Niederweilermerer Künstler Florian Mehnert unter dem Titel fragments elements details („Fragmente, Elemente, Details“) im Auftrag des Ortschaftsrats und der lokalen Vereinsgemeinschaft für den Abend des 18. Oktober 2024 an 16 Stationen im Dorf verteilt Videoinstallationen vorbereitet, in und mit denen er Eindrücke, Motive, Fotos und Dokumente aus dem Dorf und seiner Geschichte auf künstlerische Weise abstrahierte und verarbeitete; u. a. projizierte er eine Impression an den Turm der örtlichen kleinen Martinskirche.

## Bevölkerung
Laut der Chronik Niederweiler – Pforte zur himmlischen Landschaft von Walter Küchlin aus dem Jahr 2000 hatte der Ort im Jahr 1754 385, zum Zeitpunkt der Verselbstständigung 1809 (davor war es ein Teil der „Landvogtei Badenweiler“) dann über 450 Einwohner. Zum Zeitpunkt der Eingemeindung nach Müllheim 1972 waren es ca. 850.
Ende 2010 hatte die Gemeinde lt. Homepage Müllheim 1.331 Einwohner, Ende 2015 1.391, Ende 2016 1.424;  Ende September 2020 1.397.

## Wappen
Das Wappen Niederweilers zeigt stilisiert zwei Traubenrispen sowie ein Getreidebündel. Die Blasonierung lautet: „In Gold ein erniedrigter schwarzer Sparren, begleitet oben von zwei blauen Trauben an grünen Stielen, unten von einer grünen Garbe.“

## Infrastruktur

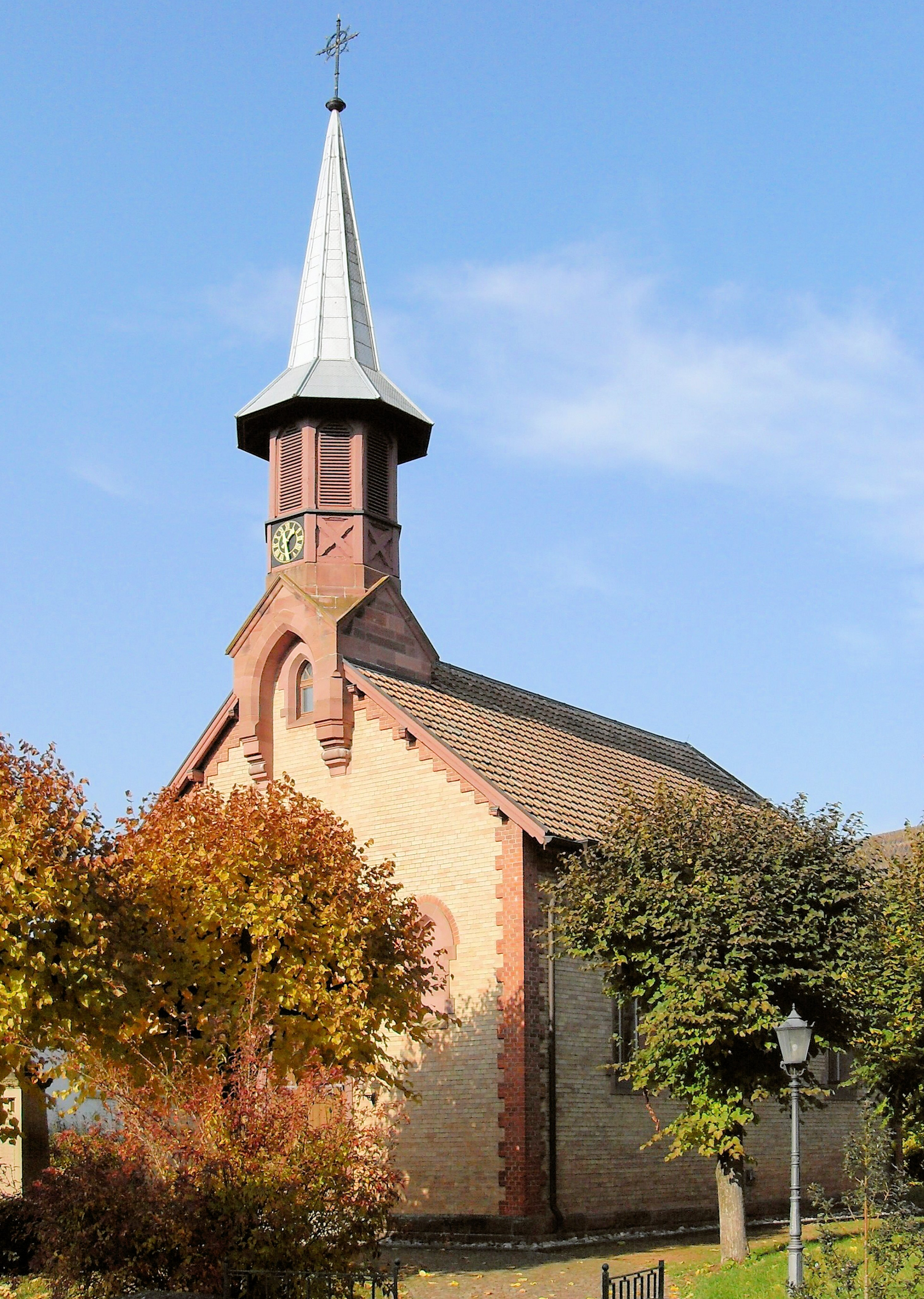
Evangelische Kirche St. Martin, 1906 erbaut

Niederweiler ist Sitz eines Rathauses mit einer eigenen Ortsverwaltung; direkt benachbart liegt der Gemeindesaal Römerberghalle, welcher 2010 im Rahmen des Konjunkturpakets II einer grundlegenden Sanierung unterzogen wurde. Das örtliche Kirchlein konnte 2011 eine grundlegende Renovierung unter großem ehrenamtlichen Engagement erfahren.
Der Zentralfriedhof der Kernstadt befindet sich um den alten Dorffriedhof herum am westlichen Ortsrand; das ehemalige Alte Schulhaus wird als Veranstaltungs- und Kursraum sowie als Proberaum des örtlichen Gesangsvereins benutzt.

## Wirtschaft

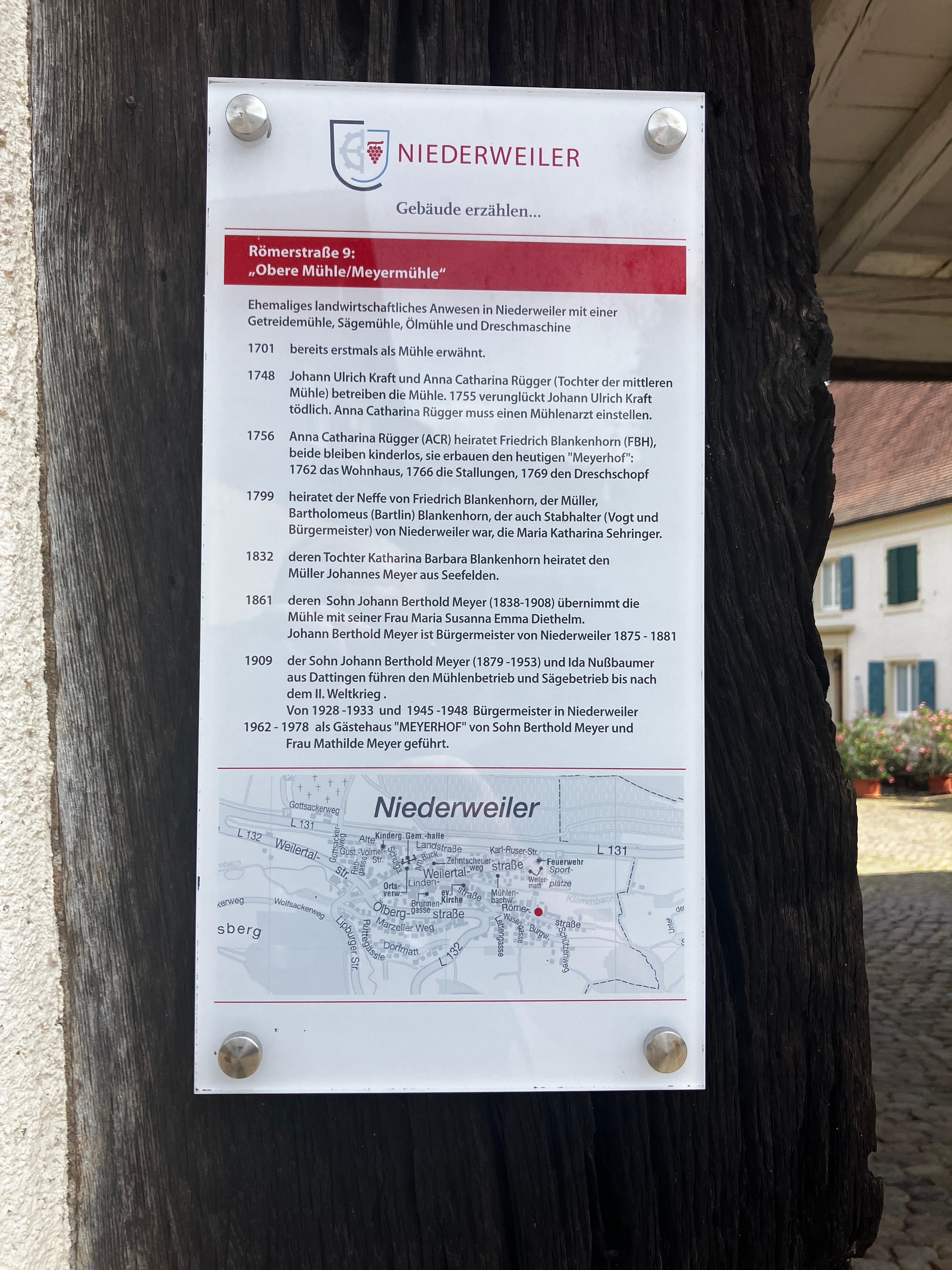
Infotafel an der ehemaligen Oberen Mühle Niederweiler

Ortsansässig sind mehrere Handwerksbetriebe verschiedener Gewerke sowie ein selbständiges Weingut, darüber hinaus ein Café sowie ein Hotel/Gasthof.
Nachdem auch hier wie im Müllheimer Stadtgebiet das nicht zu tief liegende Gewässerbett und mäßige Sohlgefälle des Klemmbachs, sein konstantes Wasserdargebot und der ausreichende Wasserstand, seine Fließgeschwindigkeit und der Wasserdruck für die Errichtung der stadtnamensgebenden Wassermühlen besonders günstig waren, finden bzw. fanden sich auch in Niederweiler fünf Mühlen (bachabwärts, von Ost nach West):
- Das heutige Cafe Klemmbachmühle war um 1890 eine Gipsmühle, in der bis in die 1960er-Jahre lokal, z. B. zwischen Badenweiler und Sehringen an der heutigen L 132[25][26] abgebauter Gips[27][28] geschrotet und gemahlen wurde und vor allem als Dünger Verwendung fand.[29]
- Die Mittlere und die Obere Mühle (Meyermühle) in der Römerstrasse waren eine Getreide- bzw. Sägemühle.
- In der Ende der 1990er-Jahre abgerissenen Unteren Mühle (Sehringer-Mühle) war zu Beginn des 20. Jahrhunderts in der ehemaligen Getreidemühle eine Ölmühle eingerichtet worden.
- An der Gemarkungsgrenze nach Müllheim die ehemalige Tritschler-Säge, vorher Waisenhof-Mühle: Urkundlich  erstmals 1327 im Urbar des Klosters Adelhausen als Getreidemühle erwähnt, „ein mulin heisset wisunhof“ – das alemannische Wort Weise (wisun) bedeutet hochdeutsch Weizen. 1771 wird diese Mühle wieder als Walkmühle genannt – hier wurde durch Stoßen, Stauchen und Pressen aus Tierhaaren Filz hergestellt, aber auch Flachs und Hanf gewalkt; 1843 dann wurde hier eine Baumwollspinnerei mit Bleiche eingerichtet, in der handgewebtes Leinen gebleicht wurde. 1875 wurde hier eine Dreschmaschine mit einem großen Wasserrad angetrieben, 1881 ein Sägewerk hinzugefügt, das 1911 an einen August Tritschler überging. Seit 2000 wird hier nur noch Brennholz gesägt und weitere Holzverarbeitung betrieben.

Entlang des Klemmbachs nennt eine Liste von 1758 auf den neun Kilometern zwischen Müllheim und Oberweiler mit Schweighof 13 Getreidemühlen mit zusammen 30 Mahlwerken, was als „ausreichend zur Versorgung von 10.000 Menschen“ genannt wird – 1812 zählte Müllheim 1.709 Einwohner, Nieder-, Ober- und Badenweiler zusammen ca. 1.500 – hierfür hätten drei Mühlen ausgereicht: Die Kunden der örtlichen Mühlen kamen auch aus den umliegenden Orten ohne eigene Mühlen oder waren auch „Wälder“ (aus dem Wiesental), welche im Rheintal Getreide gekauft hatten und es auf dem Heimweg mahlen ließen.
Darüber hinaus befand sich in Niederweiler eine Zainschmiede, in der mithilfe Wasserkraft Roheisen aus dem früheren Eisenwerk zwischen Nieder- und Badenweiler zu Eisenstäben und -bändern verarbeitet wurde.
Im oberhalb benachbarten Oberweiler wird noch heute eine historische Ölmühle zeitweise mit dem Wasser des Klemmbachs betrieben.

## (Politische) Vereinigungen
- Alternative Liste (Müllheim-)Niederweiler (ALN, 1990 bis 2025)[33]
- Friedensrat Markgräflerland[34]

## Vereine

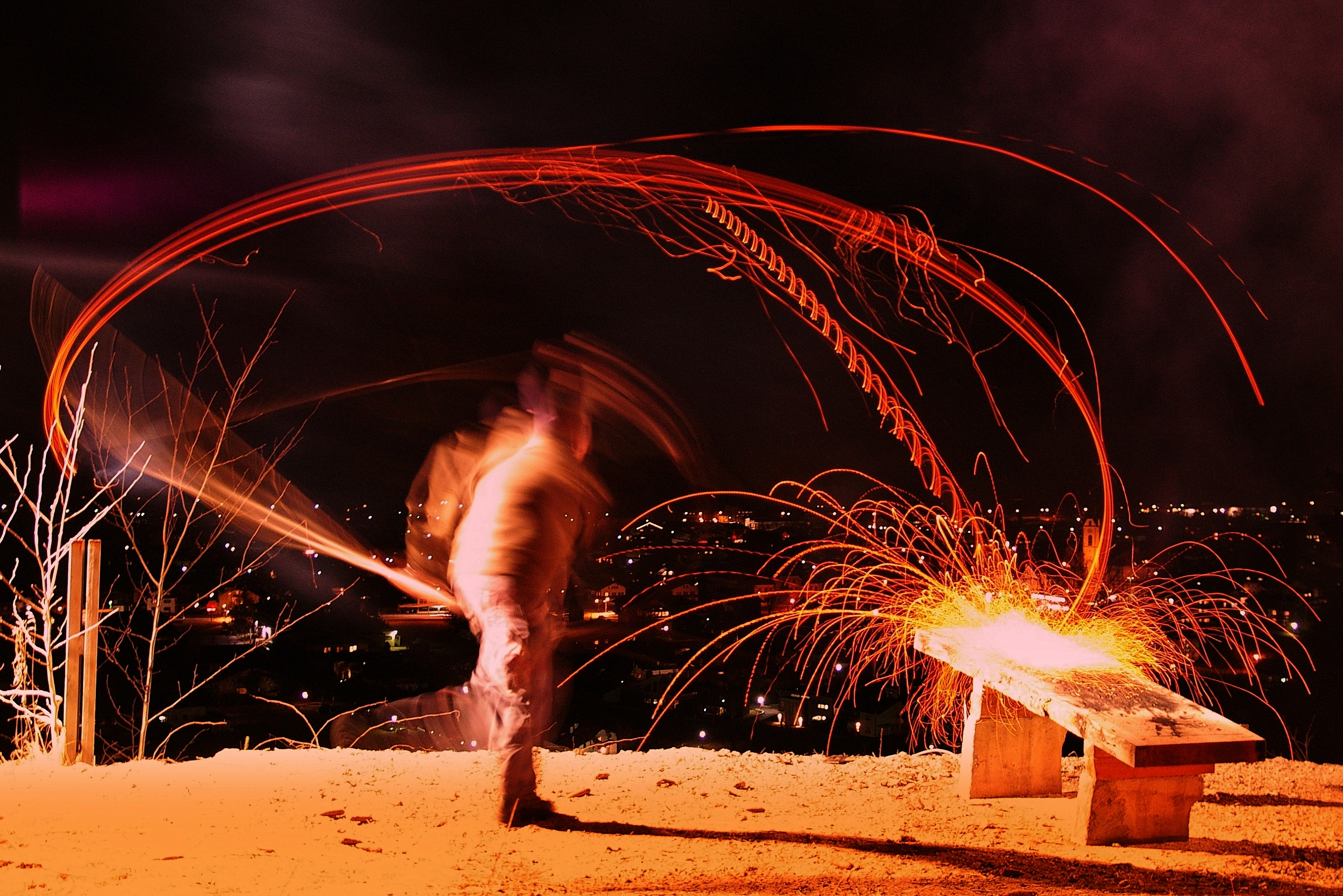
Das alljährliche Scheibenschlagen am Wochenende nach der Fastnacht auf dem Innerberg mit Blick in die Oberrheinebene ist einer der Höhepunkte der örtlichen Kultur und Brauchtumspflege

- Christophorus-Gemeinschaft Niederweiler e. V.[35]
- Frauenverein Niederweiler e. V.;[36] betreibt den örtlichen Kindergarten Regenbogen, eine Bücherstube im Obergeschoss sowie einen ständigen Flohmarkt im Keller des „alten Schulhauses“
- Freiwillige Feuerwehr Müllheim, Abteilung Niederweiler e. V.[37]
- Gesangverein Niederweiler 1862 e. V.[38]
- Narrenzunft der »Niederwilermer Chümmispalter und Schiibeklopfer« e. V.[39]
- Sportschützenverein Weilertal 1924 e. V., vereinseigene Schießanlage (Kleinkaliber) am südöstlichen Ortsrand
- Sportverein Weitertal 1926 e. V.: Eigener Sportplatz (Fußball) mit vereinseigener Gaststätte[40]

## Persönlichkeiten
- Julius Kaltenbach (1858–1931), Maschinenbauer und Unternehmensgründer
- Wilhelm Pferdekamp (1901–1966), Schriftsteller und Übersetzer, verbrachte seine letzten Jahre in Niederweiler[41]
- Philipp Rauenbusch (* 1973), Bassist und Mitglied der Band Reamonn
- Georges Frédéric Roskopf (1813–1889), Erfinder der Roskopf-Uhr mit Stiftankerhemmung.
- Karl Ruser (1889–1970), Gärtnermeister, international bekannt für die europäische Einführung und Zucht von Bougainvilleen (Staatspreis Deutsche Gartenschau 1950, Stuttgart); 1951 als dritter Deutscher und erster Gärtner mit Bundesverdienstkreuz[42]